# Хурга
Хурга (рос. Хурга) — улус Окинського району, Бурятії Росії. Входить до складу Сільського поселення Сойотського.
Населення —  117 осіб (2015 рік). 